# 紐約 (佛羅里達州)
紐約（英語：New York）是位於美國佛羅里達州聖羅薩縣的一個人口普查指定地區。

## 地理
紐約的座標為30°50′18″N 87°12′03″W / 30.83833°N 87.20083°W，而該地最高點為海拔高度70米（即230英尺）。

## 人口
根據2010年美國人口普查的數據，紐約的面積為5.00平方千米，當中陸地面積為5.00平方千米，而水域面積為5.00平方千米。當地共有人口500人，而人口密度為每平方千米100人。